# Akhak kvebom
Az Akhak kvebom (hangul: 악학궤범 , handzsa:  樂學軌範, RR: Akhak gwebeomzenei kánon”) klasszikus kínai nyelven, a 15. században született könyv, mely a koreai zenével kapcsolatos instrukciókat tartalmaz, például komponálásra vonatkozó információkat, hangjegyírást, hangszerek rajzát és használati útmutatóját, kosztüm-illusztrációkat és rituális táncok leírását. Ebből a dokumentumból ismerhető meg a korjói (goyeói) dalok egy része.